# Jamendo
Jamendo ist ein Online-Musikdienst zur Veröffentlichung von GEMA-freier Musik. Musiker können dort ihre Lieder unter einer der Creative-Commons-Lizenzen veröffentlichen. Dadurch kann der Benutzer diese Musik für den privaten Gebrauch kostenlos streamen und herunterladen. Welche der angebotenen Lieder keine Freie Musik und damit kommerziell nicht frei nutzbar sowie in Analogie zur halbfreien Software nur halbfreie Musik ist, kann nur auf explizite Nachfrage geklärt werden.

## Geschichte
Jamendo (laut einer früheren Version der Webseite eine Wortschöpfung aus jam und crescendo) wurde im Juni 2005 offiziell gestartet. Die Plattform wird entwickelt und betrieben von der Firma Jamendo SA mit Sitz in Luxemburg.
Nach dem Start wurde Jamendo zunächst vor allem im französischsprachigen Raum bekannter; so wurden Jamendo-Vertreter zum Beispiel zu Beratungen ins französische Innenministerium geladen. Auch in Deutschland wuchs die Bekanntheit unter anderem nach Berichten in diversen Blogs und verschiedenen Medien.
Im Juli 2007 gab Jamendo bekannt, dass Mangrove Capital Partners, einer der frühen Risikokapitalgeber für Skype, in die Firma investiert.
Im Januar 2010 stand die Medienplattform kurz vor der Zahlungsunfähigkeit. Jamendo erwirtschaftete zwar im Jahr 2009 mit dem PRO-Shop 300.000 Euro von 2300 Kunden, konnte sich jedoch nicht mit Mangrove Capital Partners über eine Anschlussfinanzierung einigen. Am 17. Februar gab der Gründer der Seite, Sylvain Zimmer, bekannt, dass Jamendo einen neuen Partner gefunden habe und außerdem in Zukunft mehr versuchen würde, auf die große Community zu bauen. Jamendo ist von Musicmatic gekauft worden.
Seit dem Start der Plattform stieg sowohl die Zahl der Nutzer als auch die der verfügbaren Alben kontinuierlich an. Im Jahr 2010 hatte Jamendo nach eigenen Angaben 800.000 Nutzer, die auf ein Repertoire von mehr als 35.000 Alben von über 19.000 Musikern zugreifen konnten.

## Konzept
Von Beginn an basierte Jamendo auf freier Musik. Musiker können dabei zwischen den verschiedenen Creative-Commons-Lizenzen sowie der Lizenz Freie Kunst wählen. Hochgeladen werden dabei komplette Alben, die nach einer Prüfung (vor allem, um Urheberrechtsverletzungen zu verhindern) freigeschaltet werden. Alben können dabei von Nutzern kategorisiert, bewertet und rezensiert werden. Auch kann man an Künstler spenden. Die Webseite bietet darüber hinaus weitere Online-Community-Funktionen für dessen Zugang eine kostenlose Registrierung nötig ist.
Zunächst bot die Webseite die Möglichkeit, die Musiktitel direkt zu streamen und mittels der Filesharing-Netzwerke BitTorrent oder eDonkey2000 herunterzuladen. Letzteres wurde mit der Zeit durch eine direkte Downloadfunktion auf der Webseite ersetzt. Ferner, wird eine Schnittstelle angeboten, über die Programme direkt auf Jamendo zugreifen können; genutzt wird diese z. B. durch  Amarok, Clementine, Rhythmbox,  Banshee oder VLC media player. Es existieren eigene Programmwerkzeuge für Jamendo, die sogenannten „Jamendo-Werkzeuge“. Zu diesen Werkzeugen zählen unter anderem der Jamplayer zum Abspielen sowie der Jamcorder und der Jamloader zum Hochladen neuer Alben.

## Geschäftsmodell
Jamendo finanzierte sich bis Dezember 2010 unter anderem durch Werbung auf der Webseite. Die Download-Archive mit der Musik sind dagegen frei von Werbung. Fans haben die Möglichkeit, direkt über die Jamendo-Website an bestimmte Künstler zu spenden. Die Abwicklung für die Künstler ist dabei auf PayPal beschränkt, Auszahlung findet bei einer Summe von 100 Euro oder (auf Nachfrage) alle 3 Monate statt.
Anfang 2009 startete Jamendo PRO, das Lizenzierung von Musik für kommerzielle Zwecke erlaubt, zusätzlich zu den jeweils bestehenden Creative-Commons-Lizenzen. Künstler, die an diesem Programm teilnehmen, müssen bestätigen, nicht Mitglied einer Verwertungsgesellschaft zu sein. Lizenznehmer erhalten von Jamendo erweiterte kommerzielle Nutzungsrechte und ein Zertifikat, das bestätigt, dass sie die Nutzungsrechte an der Musik besitzen und dass keine weiteren Gebühren, beispielsweise bei der GEMA, fällig werden (siehe GEMA-Vermutung). Jamendo garantiert, dass die teilnehmenden Künstler mit mindestens 50 % der Einnahmen beteiligt werden. Im Falle von Creative-Commons-Lizenzen, die keine NonCommercial-Klausel enthalten (z. B. „Attribution ShareAlike“) und damit eine kommerzielle Nutzung bereits gestatten, besteht der Mehrwert für den Musiknutzer in der Darstellung von Jamendo vor allem in dem oben genannten Zertifikat und einer Lizenz, die „juristisch einwandfrei“ garantiere, „dass [die] kommerzielle Verwendung der Musik […] keine Ansprüche von Verwertungsgesellschaften […] nach sich ziehen“ werde.